# Bunko Kanazawa
Bunko Kanazawa (en japonés: 金沢文子, romanizado: Kanazawa Bunko) (Prefectura de Iwate, 4 de abril de 1979) es una actriz pornográfica, AV Idol y gravure idol japonesa, que destacó por su carrera a finales de los años 1990 y comienzos de los años 2000. Ha sido reconocida como "una de las grandes AV Idols en Japón".

## Biografía y carrera

### Debut
Nació en abril de 1979 en la prefectura de Iwate, en el norte de la región de Tōhoku (isla Honshu). En el colegio era buena en matemáticas y ciencias, pero mala estudiante en idioma japonés e inglés. Sus pasatiempos incluían cocinar, hacer snowboard y el karaoke.
Entró en la industria tras serles presentados, por parte de un amigo, productores en la misma. Su nombre artístico, que le dio su agencia, fue tomado de Kanazawa Bunko, una estación de tren, museo y biblioteca histórica en la prefectura de Kanagawa, donde vivió al comienzo de su carrera. Kanazawa hizo su debut como AV Idol con el sello Media Station y el lanzamiento de agosto de 1997 18 Years Old. Su segundo video, Tough Adolescence, fue un drama sexual de ciencia ficción lanzado por el mismo sello en septiembre de 1997. Hablando de videos como este, que requirió cierto grado de actuación, Kanazawa comentó no considerarse una buena actriz, mostrando discrepancias y dificultades en la labor interpretativa y la improvisación. Obscene Model (lanzado en agosto de 1999) fue otro video en el que Kanazawa tuvo que usar sus habilidades de actuación. Interpretó el papel de una reina de las carreras que seducía a su patrocinador y a su camarógrafo. Este video también incluyó una escena en la que la actriz visita la casa de un hombre, un aficionado, y actúa para él. Kanazawa todavía estaba con el sello Cosmos Plan cuando grabó Platinum Fuck, su video por el primer aniversario, en septiembre de 1998.

### Lanzamientos de VCD
Además de videos y DVD, Kanazawa lanzó varios trabajos para Cosmos Plan en formato Video CD (VCD), iniciando este recorrido con un conjunto de cuatro volúmenes, lanzados en diciembre de 1997, y que incluían contenidos selecciones de videos e imágenes de Kanazawa en dicho formato. El primer VCD de dicha serie recogía sus momentos destacados de debut y escenas de su trabajo en Tough Adolescence. El segundo, Kanabun's Feel, lanzado en mayo de 1998, era una colección similar de escenas de tres de los lanzamientos anteriores de Kanazawa. La serie continuó en septiembre de 1998 con el lanzamiento de Kanabun Typhoon Going North, que tuvo lo más destacado de cuatro de sus videos. Un cuarto y último volumen de la serie fue lanzado un año después, en septiembre de 1999, debido a la demanda popular. Este también contó con lo más destacado de cuatro videos publicados anteriormente, así como imágenes detrás de escena.
El primer lanzamiento en DVD de Kanazawa (en junio de 1998) fue una reedición de su video debut. Se habló mucho de la claridad visual del todavía nuevo medio en la publicidad del lanzamiento. Se afirmó que la imagen era tan nítida que se podía ver el vello púbico de Kanazawa (cuya exhibición estaba prohibida por las leyes de censura japonesas). Kanazawa lanzó su último video para Cosmos Plan, Curtain Call, en diciembre de 1998. En 2004, la carrera de Kanazawa con el estudio fue objeto de una serie retrospectiva de cinco volúmenes lanzada por Cosmos Plan, Memorial.

### Trabajos con Alice Japan y Max-A
Kanazawa también apareció en varias películas fetichistas que se centraban en subgéneros particulares de la industria audiovisual, como en enero de 1999, cuando participó en la popular serie Female Ass (女 尻, Meijiri) de Alice Japan. Inhumanity se centraba en la violencia sexual, con la actriz siendo golpeada, violada y obligada a realizar una felación. La serie Erotic Opening de Max-A se centraba en la felación, como contó Kanazawa en su vídeo de marzo de 1999. Fetish Virgin III usó diversas técnicas de cámara y POV y se centraba en el espectro fetichista, rodando partes individuales del cuerpo de la actriz. Un DVD homónimo de septiembre de 1999 fue un trabajo similar para los fetichistas de las partes del cuerpo. En septiembre de 1999, Max-A eligió a Bunko Kanazawa para el primer vídeo de su popular serie Confined Bodydolls, cuyo debut, The Confined Bodydolls: Bunko Goes Wild, mostraba a Kanazawa en cautiverio.
Kanazawa también apareció en las revistas para adultos como modelo erótica y gravure idol, normalmente apareciendo vestida de colegiala. Su primer video para hacer uso de este tema común en la erótica japonesa fue Uniform Indecent Doctrine, que había sido lanzado por Cosmos Plan en octubre de 1998. Su aparición en la popular serie de Atlas21 NEO Bloody Uniform Connection, en su vídeo número 51, nuevamente mostraba a Kanazawa con el uniforme de colegiala. Además, este video con temática de cosplays tenía a Kanazawa vistiendo los disfraces de una enfermera, una ascensorista y una mujer policía en minifalda.

### Otros vídeos
Legend Of An AV Idol (febrero de 1999) fue el primer video de Kanazawa para la productora Atlas21. Este lanzamiento se centró en la carrera de Kanazawa y las historias de cómo alcanzó el puesto número uno en la industria audiovisual japonesa. Para Alice Japan, Kanazawa realizó una serie de autorretratos en dos volúmenes, en los que la actriz se fotografiaba a sí misma en momentos privados y mientras mantenía relaciones sexuales. Además de en Japón, Kanazawa filmó en el extranjero, en localizaciones como Bali o Hong Kong, donde rodó Misfire Erotica.

### Moodyz y primer retiro
En agosto de 2001, Kanazawa apareció en Dream School 2, una entrega de la popular serie producida por Moodyz. El video ganó el premio principal en los premios Moodyz de 2001 celebrados en diciembre de ese año. Kanazawa se concentró en el modelaje erótico y dejó de publicar nuevos videos del verano de 2002, con un impasse en la industria hasta abril de 2003, cuando volvió para rodar con Moodyz Super Zoom Up Erotic 2. Continuó haciendo videos con Moodyz y otros estudios, incluido un título gokkun de diciembre de 2004 para Moodyz, Bunko Kanazawa Drink Sperm Too. En enero de 2005 anunció su retiro provisional de la industria.

### Regreso y segundo y definitivo retiro
En 2006 se informó que Kanazawa regresaría a la industria para rodar películas sin censura para el estudio y sitio web llamado. Estos comenzaron a aparecer en septiembre de 2006 como videos de pago por visión en el sitio web 99bb.com y luego en XVN.JP. Parte del material se recopiló en sendos DVD lanzados en marzo de 2007 y mayo de 2008. Después de casi tres años lejos de la escena porno japonesa convencional, Kanazawa regresó en diciembre de 2007 con un nuevo video para Moodyz (Hyper-Digital Mosaic 72) y otro en enero de 2008 para DAS (Semen Urine Human Toilet). Continuó su carrera durante 2008 y principios de 2009 con una serie de videos para Attackers con el director Kenzo Nagira y para el nuevo estudio Ran Maru, con la película Fuck Me and I Go Wild! Kanazawa Bunko. Después de esto, Kanazawa hizo apariciones audiovisuales esporádicas en 2009 y 2010 antes de retirarse de la industria nuevamente.